# 昭武
昭武（しょうぶ）は、呉周の昭武帝呉三桂の治世に使用された元号。1678年旧3月 - 旧8月。
呉三桂は1673年（康熙12年）旧11月に叛して周王を称し、その翌年旧正月よりこれを在位紀年として用いた。1678年（康熙17年）旧3月に皇帝の位に即き、改めて昭武と建元した。ただし当の呉三桂が旧8月に崩御したため、元年のみで終わった。葉維庚『紀元通考』、李兆洛『紀元編』などは呉三桂の元号として利用をあげているが、李崇智はこれを貨幣名との混同として否定している。

## 西暦・干支との対照表
| 昭武 | 元年     |
| 西暦 | 1678年   |
| 干支 | 戊午     |
| 清   | 康熙17年 |